# Sydir Holubowytsch

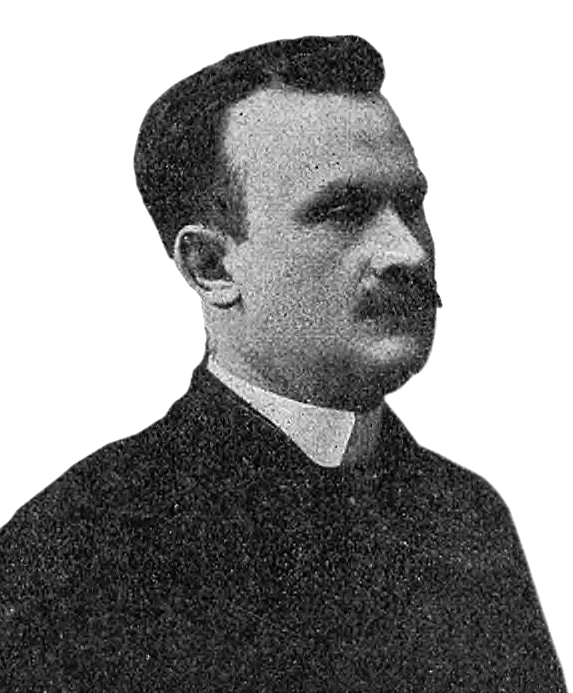

Sydir Tymofijowytsch Holubowytsch (ukrainisch Сидір Тимофійович Голубович, wiss. Transliteration Sydir Tymofijovyč Holubovyč; * 1873 in Towstenke bei Hussjatyn, Galizien, heute Ukraine; † 12. Januar 1938 in Lwiw, Polen, heute Ukraine) war ein ukrainischer Rechtsanwalt und Politiker aus dem galizischen Ternopil; er war Mitglied der Ukrainischen nationaldemokratischen Partei (UNDP).
Von 1911 bis 1918 war er Abgeordneter des österreichischen Reichsrates und Mitglied des ukrainischen Parlamentsklubs und der Ukrainischen Parlamentarischen Repräsentanz in Wien (vereinte alle ukrainischen Mitglieder der beiden Kammern des österreichischen Parlaments).
Nach der Auflösung von Österreich-Ungarn und Bildung der Westukrainischen Volksrepublik war er Staatssekretär der Justiz in der Regierung von Kost Lewyzkyj, nach dem Rücktritt von Lewyzkyj am 23. Dezember 1918 übernahm er den Posten des Regierungschefs und hatte diesen bis zur Übertragung der Befugnisse auf Jewhen Petruschewytsch am 9. Juni 1919 inne.
| Personendaten    | Personendaten                                                                 |
| ---------------- | ----------------------------------------------------------------------------- |
| NAME             | Holubowytsch, Sydir                                                           |
| ALTERNATIVNAMEN  | Holubowytsch, Sydir Tymofijowytsch; Голубович, Сидір Тимофійович (ukrainisch) |
| KURZBESCHREIBUNG | ukrainischer Politiker                                                        |
| GEBURTSDATUM     | 1873                                                                          |
| GEBURTSORT       | Towstenke bei Hussjatyn, Galizien                                             |
| STERBEDATUM      | 12. Januar 1938                                                               |
| STERBEORT        | Lwiw, Woiwodschaft Lwów, Zweite Polnische Republik                            |